# Trachylepis punctatissima
Espèce
Synonymes
- Euprepes punctatissimus Smith, 1849
- Mabuya striata punctatissima (Smith, 1849)
- Mabuya punctatissima (Smith, 1849)
- Euprepes sunderalli Smith, 1849
- Euprepes gruetzneri Peters, 1869

Statut de conservation UICN

 LC  : Préoccupation mineure
Trachylepis punctatissima est une espèce de sauriens de la famille des Scincidae.

## Répartition

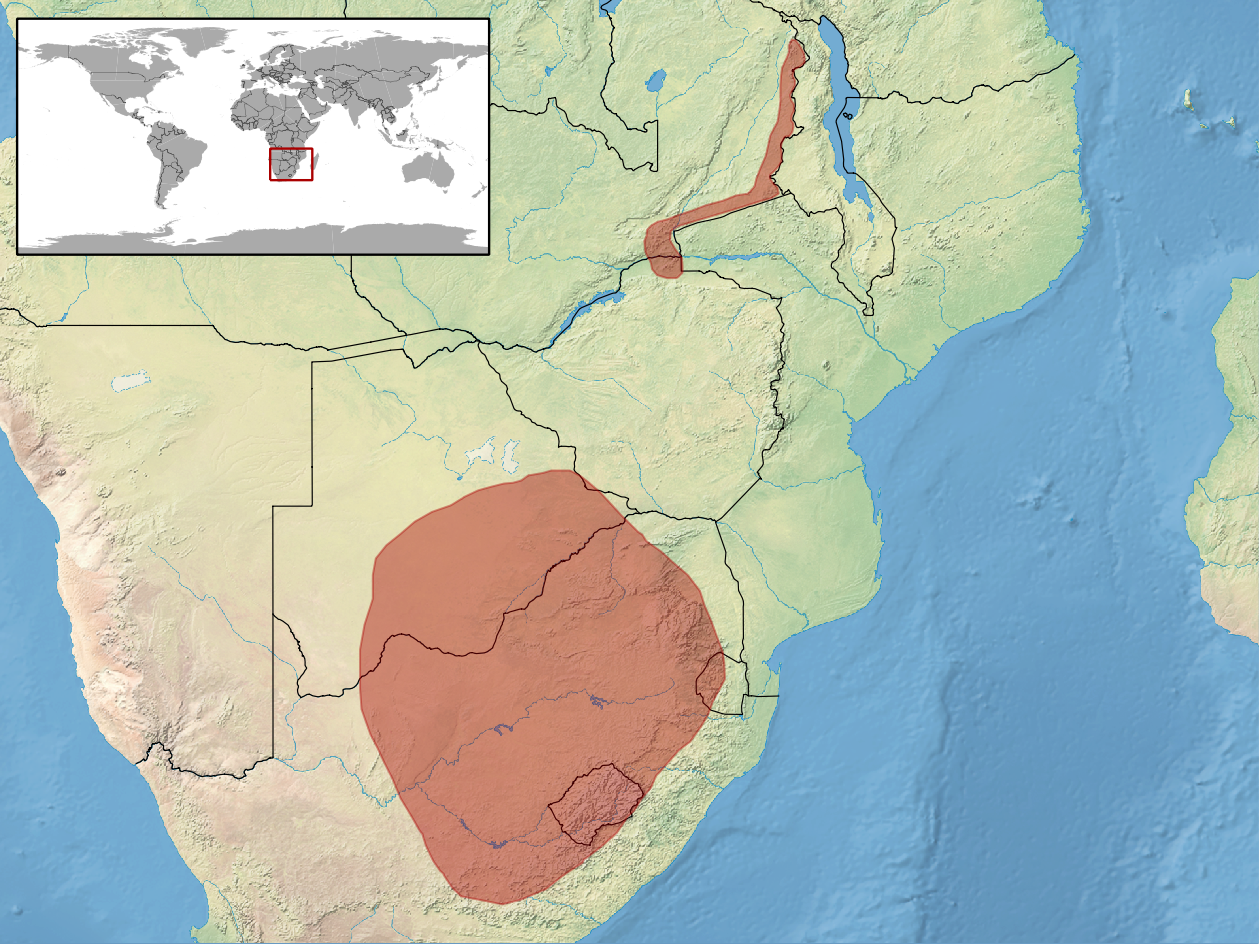
Répartition de l'espèce.

Cette espèce se rencontre en Afrique du Sud, dans le sud-est du Botswana, dans l'ouest du Swaziland, au Lesotho, au Zimbabwe et en Zambie.

## Publication originale
- Smith, 1849 : Illustrations of the Zoology of South Africa; Consisting Chiefly of Figures and Descriptions of the Objects of Natural History Collected during an Expedition into the Interior of South Africa, in the Years 1834, 1835, and 1836 . vol. III. Reptilia, London, Smith, Elder, & Co.